# جهانشاه درخشانی
جهانشاه درخشانی (زادهٔ ۴ اردیبهشت ۱۳۲۳ در تهران، درگذشته ۱ اردیبهشت ۱۳۹۰ در بُن آلمان)، معمار، ایران‌شناس و تاریخ‌پژوه ایرانی است.

## زندگی‌نامه
جهانشاه درخشانی دورهٔ دبستان و دبیرستان را در زادگاهش گذراند. پدرش دکتر حسین درخشانی استاد فیزیک دانشگاه تهران، دانش‌آموختهٔ آلمان و از شاگردان آلبرت اینشتین بود. جهانشاه درخشانی در ۱۸سالگی برای ادامهٔ تحصیل در رشتهٔ مهندسی معماری و شهرسازی رهسپار آلمان شد. در دانشگاه اشتوتگارت آلمان تحصیل کرد و در ۲۴ سالگی مدرک فوق لیسانس گرفت. بی‌درنگ به ایران بازگشت و در سازمان تحقیقات مسکن سرگرم کار شد. از کارهای برجستهٔ او، ارائهٔ طرحی برای ساختن خانه‌های پایدار در برابر زمین‌لرزه در یکی از روستاهای نزدیک تهران بود. این طرح با همکاری روستاییان اجرا شد و مورد توجه قرار گرفت ولی متأسفانه دنبال نشد.
درخشانی بسیار علاقه‌مند به موسیقی کلاسیک بود و این علاقه به شناخت علمی موسیقی انجامیده بود. در سال ۱۳۸۶ به همراهی شاهین فرهت اثری به نام شناخت موسیقی کلاسیک در ۵ سی‌دی منتشر کرد که نشانگر شناخت ژرف وی از این موسیقی بود. در آغاز، این کار در سال ۱۳۵۸ در سه کاست به تهیه‌کنندگی او به منظور شناسایی موسیقی کلاسیک در دسترس عموم قرار گرفت.
در اوایل سال ۱۳۶۰ به آلمان بازگشت و این بار استعداد خود را در رشتهٔ طراحی نرم‌افزار کامپیوتر نشان داد. برنامه‌ای در زمینهٔ صنایع نساجی نوشت که در آلمان و چند کشور اروپایی دیگر کاربرد فراوانی یافت. در سال ۱۳۶۸ پژوهشی سترگ را دربارهٔ آریاییان و خاستگاهشان آغاز کرد. در سال‌های ۱۳۷۴ و ۱۳۷۷ در این زمینه، نظریه‌ای نو به زبان آلمانی ارائه کرد که خاستگاه آریاییان را در خود فلات ایران نشان می‌داد. در سال ۱۳۷۷ (۱۹۹۸ میلادی) کتاب آریاییان در منابع کهن خاور نزدیک در سومین و دومین هزارهٔ پیش از میلاد را به زبان آلمانی اما در تهران چاپ کرد. او علاقه داشت کارهایش در ایران به چاپ برسند و بر این باور بود که در صورت چاپ در اروپا حتی با وجود نویسنده‌ای ایرانی، کار به عنوان اثری اروپایی در نظر گرفته خواهد شد. همواره علاقه داشت که کانون مطالعات ایران‌شناختی به سرزمین ایران منتقل شود. در سال ۱۳۷۶ در همایشی در دانشگاه سیدنی استرالیا و با حضور ایران‌شناسان برجسته‌ای همچون ریچارد فرای و گرهارد مولر، نظریه‌اش را ارائه نمود و شگفتی شرکت‌کنندگان را برانگیخت.
از سال ۱۳۷۸ با بنیاد فرهنگ کاشان همکاری‌اش را آغاز نمود و همزمان تحصیلات خود را در رشتهٔ تاریخ و با تمرکز بر تاریخ خاور باستان در دانشگاه دولتی ایروان پی گرفت و در سال ۱۳۸۰ با موفقیت از پایان‌نامهٔ خود دفاع کرد. با پشتیبانی این بنیاد پژوهشش را ادامه داد و حاصل کار را در اسفندماه سال ۱۳۸۲ در کتاب دوجلدی آریاییان، مردم کاشی، اَمَرد، پارس و دیگر ایرانیان به عنوان جلدهای سوم و چهارم دانشنامهٔ کاشان منتشر کرد. این کتاب در حال ترجمه به زبان انگلیسی در بنیاد فرهنگ کاشان است.
جهانشاه درخشانی در بامداد ۱ اردیبهشت ۱۳۹۰ دیده از جهان فروبست.

## آریاییان، مردم کاشی، پارس و دیگر ایرانیان
این کتاب نخستین بار در سال ۱۹۹۸ در تهران و به زبان آلمانی چاپ شد. در سال ۱۳۸۲ کتاب «آریاییان، مردم کاشی، اَمَرد، پارس و دیگر ایرانیان» به عنوان جلدهای سوم و چهارم دانشنامهٔ کاشان به زبان فارسی، نشر وزارت فرهنگ و ارشاد اسلامی در تهران به چاپ رسید که کامل‌تر از نسخهٔ آلمانی آن بود. نوشتن این کتاب بنا به ادعای آقای درخشانی ۱۵ سال برای او زمان برده‌است. نویسنده در آن به تحقیقی دامنه‌دار دربارهٔ خاستگاه و پیشینهٔ اقوام آریایی دست زده‌است. وی به استناد شواهد زبان‌شناختی و دلایل باستان‌شناختی و تاریخی نشان می‌دهد که خاستگاه آریاییان فلات ایران بوده و آن‌ها از سرزمین‌های دیگر به ایران مهاجرت نکرده‌اند و به‌طور کلی موضوع کوچ آریاییان فرضیه‌ای ثابت نشده‌است. وی معتقد است که اقوام مختلف آریایی ساکنان دیرین فلات ایران هستند و از این‌جا به سرزمین‌های خاور نزدیک و میانه گسترده شده‌اند. نویسنده این حضور دیرین را در متن‌های کهن سومری، اکدی، آشوری، آرامی، هیتیایی، ایلامی و مصری باستان جستجو می‌کند و به شکل گسترده‌ای بر استنتاج‌های زبان‌شناسانهٔ مختلف آریایی و شواهد حضور آنان در جهان کهن اختصاص دارد. در این راه نخستین توجه به قوم کاشی شده‌است؛ زیرا به نظر مؤلف بیشترین آثار فرهنگی، مدنی و تاریخی را در منابع بیگانه برجای نهاده‌اند. مباحث اصلی کتاب طی هجده فصل در جلد اول آمده و جلد دوم دربرگیرندهٔ فهرست اختصارات، فهرست منابع فارسی و عربی و لاتین، نمایه‌های مختلف جغرافیایی اقوام و ملت‌ها، واژه‌ها و اسامی است. عناوین فصل‌های هژده‌گانهٔ کتاب از این قرارند:۱ـ آگاهی‌های عمومی دربارهٔ ایرانیان پیش از تاریخ ۲ـ فرضیهٔ کوچیدن آریاییان ۳ـ جغرافیای تاریخی فلات ایران ۴ـ نشانه‌های حضور دیرین آریاییان و دستور زبان‌های تاریخی ۵ـ منابع تاریخی دربارهٔ مردم کاشی ۶ـ زبان قوم کاشی به گواهی متن‌های دوران میانی بابل ۷ـ کهن‌ترین مردم آریایی در فلات ایران و پیرامون آن ۸ـ آریاییان پیش از تاریخ در فلسطین و مصر ۹ـ دیگر مردم آریایی فلات ایران ۱۰- موج کوچ تازهٔ آریاییان به خاور نزدیک ۱۱ـ میراث فرهنگی آریاییان ۱۲ـ جهان‌بینی آریایی و گسترش آن در میان قوم‌های خاور نزدیک ۱۳ـ کهن‌ترین نام جغرافیایی آریایی ۱۴ـ فرهنگ مادّی آریایی در تمدن و فرهنگ بیگانه ۱۵ـ موج دوم کوچ بزرگ آریاییان به خاور نزدیک ۱۶ـ برآیند شاهدهای زبانی ۱۷ـ تاریخ سنتی ایران ۱۸ـ چکیدهٔ تاریخی

### نظریات کتاب
۱. آگاهی‌های عمومی دربارهٔ ایرانیان پیش از تاریخ
نگارنده در این فصل به مقایسهٔ تاریخ‌های نوشته‌شده برای سرزمین‌هایی همچون اسرائیل، میان‌رودان (بین‌النهرین) و ایران می‌پردازد و اشاره می‌کند که در نگارش تاریخ این سرزمین‌ها برخلاف ایران برای نوشته‌های بومی آنان ارزش قائل شده‌اند و تاریخ یهودیان یکسره از تورات است در حالی که یافته‌های باستان‌شناختی چندانی روایت‌های توراتی را پشتیبانی نمی‌کند. دربارهٔ میان‌رودان نیز شخصیتی اسطوره‌ای مانند گیل‌گمش اکنون پیکر تاریخی دارد و حدود فرمانروایی آن ۲۷۰۰ پیش از میلاد ذکر می‌شود ولی دربارهٔ روایت‌های بومی ایرانی، پژوهشگران کنونی ارزش چندانی قائل نشده‌اند و آنان را یکسره نادیده گرفته‌اند و تاریخ ایران را با روایت‌های هرودوت آغاز کرده‌اند و حتی گزارش‌های او دربارهٔ دوران کهن‌تر ایران نیز نادیده گرفته شده‌است.
۲. فرضیهٔ کوچیدن آریاییان
در این فصل اشاره شده که روایت‌های سنتی ایران -که از دید پژوهشگران کنونی مورد تردید است- بر خلاف دانش امروزی ایران را خاستگاه آریاییان گزارش کرده‌است و دیگر کشورها را گرداگرد ایران دانسته‌است. سپس به این اشاره شده که اگر چه دانش امروز بر خاستگاه اروپایی آریاییان بهایی نمی‌گذارد، هنوز بازتاب آن در ذهن‌ها ریشه‌ای ژرف دارد. امروزه برای کوچ آریاییان ۴ شاهد می‌آورند که بدین شرح اند:
شاهدهای تاریخی
نوشتارهای آشوریان که برخوردهایی رزمی را با پارس‌ها و مادها در سدهٔ نهم پیش از میلاد گزارش کرده‌اند و به باور پژوهشگران این نخستین بار است که نام این قوم‌ها در نوشته‌های میان‌رودان آمده‌است. درخشانی بر این باور است که این دو نام از دیرباز (هزارهٔ سوم پیش از میلاد) در نوشته‌های سومری و اکدی آمده‌است. (به ترتیب به صورت مَده و پَرَشی که در فصل‌های سپسین بدانان پرداخته‌است)
شاهدهای باستان‌شناختی
آثار ویرانی در کانون‌های شهرنشینی، برای نمونه تپهٔ حصار در دامغان و تپهٔ گیان را دلیلی بر کوچ تازش‌وار آریاییان به فلات ایران دانسته‌اند. درخشانی بر این باور است که این نتیجه‌گیری الزامی نیست و تاکنون شاهدهای مستقل دیگر پشتیبان آن نبوده‌است. او این مطلب را بیان می‌دارد که ممکن است هم تازش‌گران و هم شهرنشینان هر دو آریاییان بوده باشند. از دیگر سو برخی گسترش سفال خاکستری را نشانهٔ تازش آریاییان به فلات ایران برمی‌شمارند ولی این شاهد نیز الزامی نیست و گسترش یک نوع سفال لزوماً نشان‌دهندهٔ تازش یک قوم نمی‌تواند باشد.
شاهدهای زبان‌شناختی
برخی از پژوهشگران پهنهٔ آسیای میانه را جایگاه کوچ آریاییان می‌دانند از روی که در این پهنه رد پای مطمئنی از قوم‌های غیرآریایی (یعنی پیش از آریایی) پیدا نشده‌است.

### اعتبار
سنجشگری و استواری کتاب مایه ارجاع در کتاب‌های گوناگون، از آن میان، واژه‌نامه هاست.
آقای درخشانی در مصاحبهٔ خود دربارهٔ اعتبار این کتاب در محافل علمی چنین گفته‌اند:
با توجه به آن که در این کتاب به مدارک دست اول استناد شده و هیچ سلیقه‌ای در آن به کار نرفته، بسیار سریع در محافل معتبر دنیا تأیید شد. دانشگاه وین که مرکز بزرگ ایران‌شناسی و زبان‌شناسی دارد و سپس هاروارد، هایدلبرگ، ایروان و چندین مؤسسهٔ پژوهشی دیگر این کتاب را کتباً از طریق نامه یا مقاله در مجلات علمی تأیید کردند، که بسیار دلگرم‌کننده بود. در کنار آن کنفرانس‌های متعددی برگزار شد و از من دعوت کردند که این ایده را مطرح کنم که بحث‌های بسیاری صورت گرفت و تا به حال هیچ مخالفت علمی‌ای از طرف هیچ سازمان یا شخصی با این کتاب انجام نشده‌است. یا تأیید کامل شده یا سکوت که به معنی آن است که حرفی برای رد این ایده نبوده‌است.
همچنین در کتاب‌های دیگر اروپایی هم به پژوهش من اشاره شده حتی در دائرةالمعارف مصر که در آلمان چاپ شد به این کتاب اشاره شده‌است. در بعضی پژوهش‌های مصر و بین‌النهرین به عنوان یک مدرک معتبر اشاره شده و می‌توان گفت این کتاب در مدت کوتاهی جای خود را در محافل علمی باز کرده‌است.

دکتر پرویز رجبی ایران‌شناس برجستهٔ ایرانی در ترجمهٔ بخش‌هایی از نوشتار آلمانی به فارسی مشارکت کرده و کوشش‌های درخشانی را سودمند شمرده‌است. او در جایی دیگر نوشته: 
در کتاب گران‌مایهٔ درخشانی به نشانه‌های فراوانی دربارهٔ تبار ایرانیان امروز برمی‌خوریم. اگر هم برخی از این نشانه‌ها هنوز شناورند، قابل تأمل و جالب توجه هستند. در هر حال درخشانی راه‌های نزدیک شدن به هزاره‌های گمشده را به‌خوبی و با موفق‌ترین وجه ممکن نشان داده‌است. من به نام کسی که منتسب به ایران‌شناسی است به این اثر گران‌مایه ارجی بسیار می‌نهم و اگر هم اغراق تلقی شود آن را از نخستین کارهای جدی ایرانیان در زمینهٔ ایران‌شناسی می‌دانم.
 همچنین پرویز رجبی بر این باور است که درخشانی موفق به اثبات حضور آریاییان تا نیمه‌های هزارهٔ سوم قبل از میلاد در ایران شده‌است. افزون بر این کتاب فارسی درخشانی توسط پروفسور سیف‌الدین نجم‌آبادی استاد زبان‌های ایران باستان در دانشگاه هایدلبرگ ویرایش شده‌است. فریدون جنیدی آن را بازخوانی، تصحیح و حاشیه‌نویسی کرده‌است. رضا مرادی غیاث‌آبادی پژوهشگر ایرانی نیز کتاب او را اثر پرارزش و ماندگار و یکی از عالی‌ترین پژوهش‌ها در حوزهٔ مطالعات ایرانی و یک مرجع مهم و صرف‌نظرنشدنی دانسته‌است. از دیگر استادان و پژوهشگرانی که پژوهش‌های جهانشاه درخشانی را سودمند دانسته و در نامه‌هایی به نگارندهٔ اثر آن را ستوده‌اند می‌توان به این اشخاص اشاره کرد:
- پروفسور مانفرد مایرهُفِر (Manfred Mayrhofer) رئیس کرسی ایران‌شناسی دانشگاه وین و نویسندهٔ آثار پرشمار علمی در زمینهٔ زبان‌های ایرانی و آریایی
- پروفسور روبرت شْمیت‌برانت (Robert Schmitt-Brandt) استاد زبان‌های هندواروپایی دانشگاه هایدلبرگ آلمان و نویسندهٔ کتاب‌های تخصصی در رشتهٔ زبان‌های هندواروپایی
- پروفسور پیوتر شْتاین‌کلر (Piotr Steinkeller) رئیس کرسی آشورشناسی دانشگاه هاروارد
- پروفسور اِما خانزادیان رئیس کرسی باستان‌شناسی دانشگاه دولتی ایروان
- پروفسور گُرگین مِلیکیان رئیس دانشکدهٔ خاورشناسی دانشگاه دولتی ایروان
- پروفسور گارنیک آساتوریان (Garnik Asatrian) رئیس کرسی ایران‌شناسی دانشگاه دولتی ایروان و رئیس «مرکز ایران‌شناسی قفقاز»
- ویرجیل سْترومایر (Virgil Strohmeyer) استاد خاورشناسی دانشگاه آمریکایی ایروان

## آثار جهانشاه درخشانی
- درخشانی، جهانشاه، خانه‌سازی در روستاهای ایران (ضوابطی برای روستاها)، تهران: وزارت مسکن و شهرسازی، ۱۳۵۸.

- Grundzüge der vor- und Frühgeschichte Irans. Geschichte und Kultur des Alten Ostiran. Band I, Heft 1: Die Zeit Zarathustras, Rekonstruktion der Altiranischen Chronologie, Teheran 1995; id. Heft 2: Die Arier im Alten Vorderen und Mittleren Orient. Evidenzen seit dem 4. Jahrtausend v. Chr. vom iranischen Hochland bis Ägypten, to be published.

- درخشانی، جهانشاه، آریاییان در منابع کهن خاور نزدیک در سومین و دومین هزارهٔ پیش از میلاد، دومین همایش ایران‌شناسی دانشگاه سیدنی، ۱۳۷۶.

- Die Arier in den nahöstlichen Quellen des 3. und 2. Jahrtausends v. Chr. , Tehran, 2nd edition (1999). ISBN 964-90368-6-5.
- "Materialien und Industrien aus dem Iranischen Hochland in den nahöstlichen Märkten des 4. bis 2. Jahrtausends v. Chr.", IRAN & CAUCASUS (2000) vol. III-IV: 33-58
- "Some Earliest Traces of the Aryan: Evidence from the 4th and 3rd Millenium B.C.", IRAN & the CAUCASUS (2001) vol. V: 7-26.

- درخشانی، جهانشاه، دانشنامهٔ کاشان، جلدهای ۳ و ۴، "آریاییان، مردم کاشی، اَمَرد، پارس و دیگر ایرانیان"، چاپ اول، تهران: وزارت فرهنگ و ارشاد اسلامی، سازمان چاپ و انتشارات؛ بنیاد فرهنگ کاشان، اسفند ۱۳۸۲. شابک ‎۹۶۴-۴۲۲-۶۸۰-۱.
- جهانشاه درخشانی و شاهین فرهت، شناخت موسیقی کلاسیک، مؤسسهٔ فرهنگی-هنری ماهور، ۵ سی‌دی، ۱۳۸۶.